# 腕

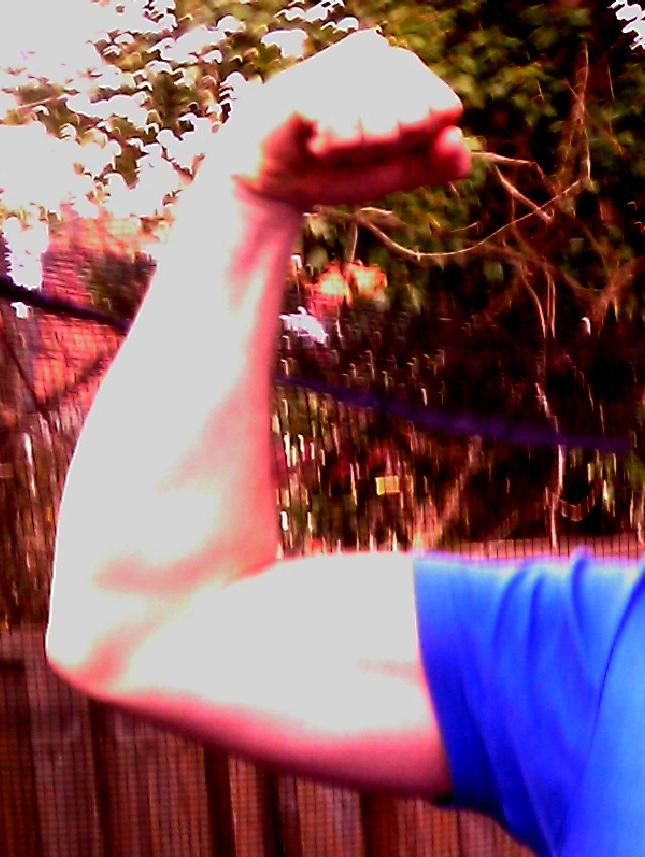
上腕

腕（うで、かいな）とは、人間の肩から手までの部分のこと。
人間の腕は医学的には、上肢（じょうし）と呼ばれる事が多い。腕は肘を境に、肩に近い方を上腕（じょうわん）、手の方を前腕（ぜんわん）という。

## 人間の腕の解剖学

### 腕の骨
- 上腕
  - 上腕骨
- 前腕
  - 橈骨
  - 尺骨
- 手指
  - 手根骨
  - 中手骨
  - 指骨

### 腕の筋肉

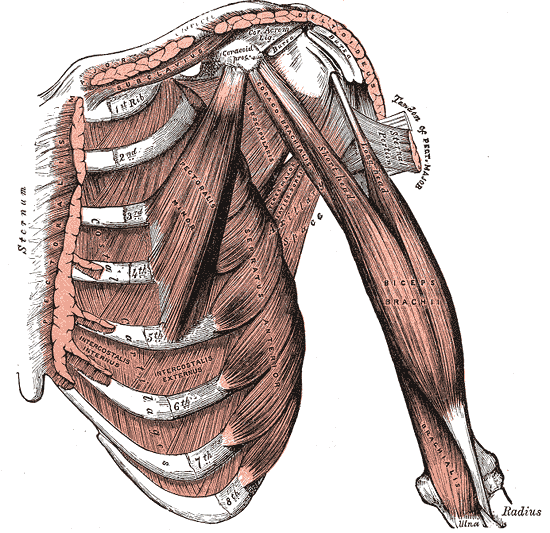
ヒトの筋肉（上腕深部）

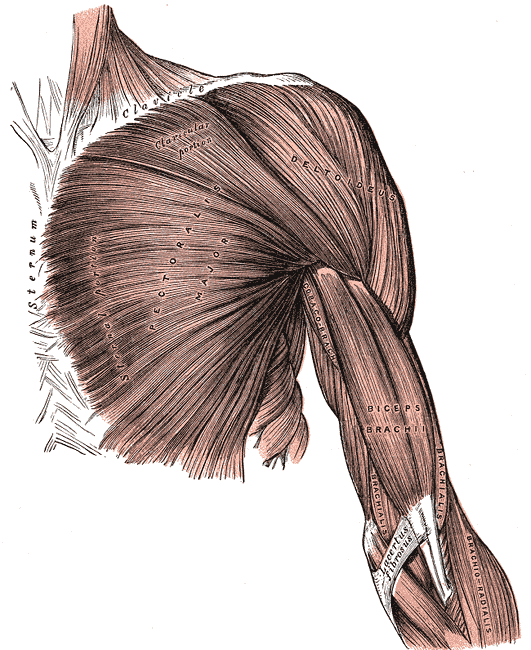
ヒトの筋肉（上腕表面付近）

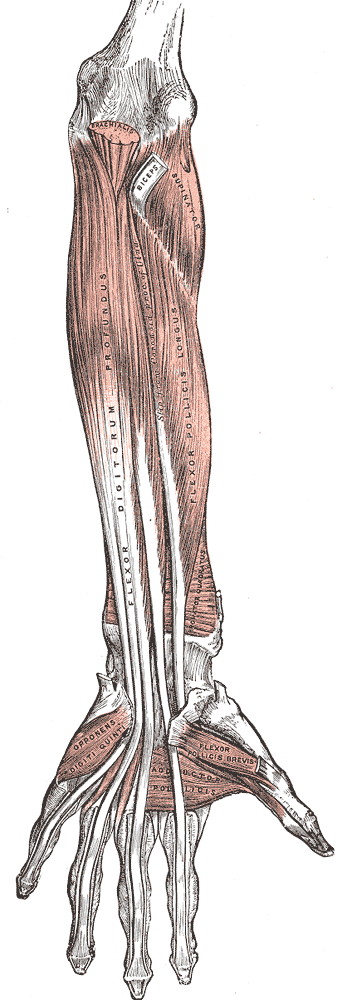
ヒトの筋肉（前腕）

- 上腕
  - 三角筋
  - 上腕二頭筋
  - 上腕三頭筋
- 前腕
  - 長掌筋
  - 腕橈骨筋
  - 浅指屈筋
- 手指
  - 母指対立筋
  - 母指内転筋
  - 短母指外転筋
  - 短母指屈筋
  - 掌側骨間筋
  - 背側骨間筋
  - 小指対立筋
  - 小指外転筋

### 腕の神経
- 上腕
- 前腕
- 手指

## 腕を表す日本語
うで（腕）
現在は肩から手首を指す。だが、奈良時代頃は「手首あたり」を指した。その頃は肘から下は「ただむき」と呼ばれていたが、いつしか「腕」がただむきより多く使われるようになり、前腕、すなわち肘から手首の事を指していた。
かいな（腕・肱）
上腕、すなわち肩から肘を表す古語。今でも相撲ではこの語を使う。ただし、肩から手首までを指す事もあった。
二の腕（にのうで）
上腕に同じ。古くは「一の腕」といっていたが、いつしか誤用されて二の腕というようになったとも言われる。語源は上腕二頭筋から来ているとの説があるが、裏側の上腕三頭筋も含めて「二の腕」と表記することが多い。

## 生物学と腕
生物学的には「人間の腕は哺乳類の前肢にあたる」とも、反対に「哺乳類の前肢はヒトの腕にあたる」とも表現可能である。
動物の体の名称に「腕」を用いる例はごく少ない。以下のような例がある。
- 棘皮動物 ; ヒトデ類とクモヒトデ類の場合
- 節足動物クモ綱ウデムシ目
- 腕足類

また、牛や豚などの前肢の部位の肉を「ウデ肉」と呼称する。

## 腕を用いた慣用句・言葉
「腕」という言葉は、日本語においてはそのまま技術、力量といった言葉に置き換える事が出来る。
- 腕に縒りを掛ける - 丹精込めて作ること。
- 腕組みする - 思案している様子の比喩表現。
- 腕を振るう - 力量、技術を存分に出すこと。
- 腕試し - 力量、技術を試すこと。
- 腕枕 - 眠る際に腕を曲げて自分の、広げて他の人の枕にすること。
- 腕を磨く - 練習や訓練、実践を通じて技術を高めること。「腕が上がる」とはその結果のこと。反対語は「腕が鈍る」、上がるに対しては「腕が落ちる(下がる)」と表現する。
- 腕が鳴る - 技術を試す機会に恵まれ、期待が高まること。